# Aristolochia clusii
Aristolochia clusii är en piprankeväxtart som beskrevs av Michele Lojacono-Pojero. Aristolochia clusii ingår i släktet piprankor, och familjen piprankeväxter. Inga underarter finns listade i Catalogue of Life.